# Trichophyton

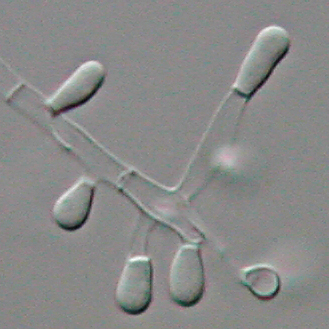
Mikrokonidia Trichophyton tonsurans

Trichophyton Malmsten – rodzaj grzybów należący do klasy Eurotiomycetes. Grzyby mikroskopijne, dermatofity powodujące u ludzi i zwierząt grzybice skóry.

## Charakterystyka
Są to mikroskopijne grzyby strzępkowe charakteryzujące się wytwarzaniem zarówno gładkościennych makro-, jak i mikrokonidiów. Makrokonidia są w większości wytwarzane bocznie bezpośrednio na strzępkach lub na krótkich konidioforach. Są cienkościenne, maczugowate do wrzecionowatych i mają wielkość 4–14 × 8–86 μm i podzielone są przegrodami w liczbie od 1–12. Są nieliczne lub nie występują u wielu gatunków. Mikrokonidia są znacznie liczniejsze. Są kuliste, gruszkowate lub maczugowate, zna trzonkach lub bez trzonków. Tworzą się pojedynczo na bokach strzępek lub w gronach w kształcie winogron. Niektóre izolaty zarodnikują tylko na odpowiednich podłożach. Tworzą pudrowe, aksamitne lub woskowate kolonie na agarze dekstrozowym Sabourauda. Rewers dzięki wytwarzanym pigmentom o barwie białej, różowej, czerwonej, fioletowej, żółtej lub brązowej.
Wytwarzają enzymy keratynaza, proteinaza, elastaza, za pomocą których mogą rozpuszczać keratynę i inne białka strukturalne warstwy rogowej skóry, paznokci i włosów.
W zależności od siedliska dzieli się je na 3 grupy:
- gatunki antropofilne: żyją pasożytniczo na skórze, włosach i paznokciach ludzi, np. Trichophyton tonsurans, Trichophyton rubrum;
- gatunki zoofilne: żyją pasożytniczo na sierści i skórze różnych ssaków, na przykład Trichophyton equinum, Trichophyton verrucosum;
- gatunki geofilne: żyją głównie w ziemi na opadłych skórach i kopytach i rzadko są pasożytami, na przykład Trichophyton ajelloi[3].

## Systematyka i nazewnictwo
Pozycja w klasyfikacji według Index Fungorum
Trichophyton, Arthrodermataceae, Onygenales, Eurotiomycetidae, Eurotiomycetes, Pezizomycotina, Ascomycota, Fungi.
Taksonomia
Takson ten utworzył P.H. Malmsten w 1848 r. Synonimy: Achorion Remak, Aleurosporia Grigoraki, Arthrosporia Grigoraki, Bodinia M. Ota & Langeron, Chlamydoaleurosporia Grigoraki, Ectotrichophyton Castell. & Chalm., Ectotrichophyton subgen. Microtrichophyton Castell. & Chalm., Endodermophyton Castell., Favotrichophyton (Castell. & Chalm.) Neveu-Lem., Grubyella M. Ota & Langeron, Kaufmannwolfia Galgoczy & E.K. Novák, Keratinomyces Vanbreus., Langeronia Vanbreus., Langeronites Ansel, Lophophyton Matr. & Dassonv., Megatrichophyton Neveu-Lem., Microides De Vroey, Microtrichophyton (Castell. & Chalm.) Neveu-Lem., Neotrichophyton Castell. & Chalm., Pinoyella Castell. & Chalm., Sabouraudiella Boedijn, Schoenleinium Johan-Olsen, Spiralia Grigoraki, Trichomyces Malmsten, Vanbreuseghemia Balab.
Niektóre gatunki
- Trichophyton ajelloi (Vanbreus.) Ajello 1968
- Trichophyton equinum Gedoelst 1902
- Trichophyton mentagrophytes (C.P. Robin) Sabour. 1895
- Trichophyton rubrum (Castell.) Sabour. 1911
- Trichophyton terrestre Durie & D. Frey 1957
- Trichophyton tonsurans Malmsten 1848
- Trichophyton verrucosum E. Bodin 1902
- Trichophyton violaceum Sabour. ex E. Bodin 1902
- Trichophyton schoenleinii (Lebert) Langeron & Miloch. ex Nann. 1934
- Trichophyton soudanense Joyeux 1912